# Adelheid van Kroatië
Adelheid van Kroatië (circa 1105/1107 - 15 september 1140) was hertogin-gemaal van Bohemen.

## Levensloop
Zij was een dochter van prins Álmos van Hongarije en Predslava van Kiev. Haar vader was een zoon van koning Géza I van Hongarije en van 1091 tot 1095 hertog van Kroatië. 
Rond het jaar 1123 trouwde ze met Soběslav I van Bohemen, die in 1125 hertog van Bohemen werd. Samen kregen ze minstens vijf kinderen:
- Wladislaus, hertog van Olomouc
- Maria (circa 1125 - na 1172), gehuwd met Leopold IV van Oostenrijk en daarna met Herman III van Baden
- Soběslav II (circa 1128 - 1180), hertog van Bohemen van 1173 tot 1178.
- Oldřich II (1134 - 1177), hertog van Olomouc.
- Wenceslaus II (1137 - 1192), hertog van Bohemen van 1191 tot 1192.